# Al-Wahda FC
Al-Wahda FC (arabsky نادي الوحدة الرياضي والثقافي) je fotbalový klub z Abú Zabí v SAE, jeden z nejpopulárnějších klubů v zemi. Hraje v UAE Arabian Gulf League, nejvyšší lize v zemi. Klub byl založen v roce 1984. Své domácí zápasy hraje na Al-Nahyan Stadium s kapacitou 12 000 diváků.

## Slavní hráči
(V závorce jsou uvedeny roky, kdy daný hráč hrál za klub)
- Kalusha Bwalya (1997–1998)
- Lamin Conteh (1998–2002)
- Phil Masinga (2001–2002)
- Paulo Sérgio Silvestre do Nascimento (2002)
- Younis Mahmoud (2003–2004)
- Javad Nekounam (2005–2006)
- Réver (2007)
- Leonardo Silva (2007–2008)
- André Luciano da Silva (2007-2010)
- Alecsandro (2008–2009)
- Josiel da Rocha (2008–2010)
- Fernando Baiano (2009–2012)
- Hugo Henrique Assis do Nascimento (2010-2012)
- Damian Díaz (2013–2015)
- Matheus Pereira (od 2023)